# Dialectica scalariella
Dialectica scalariella là một loài loài bướm thuộc họ Gracillariidae. Loài này có ở Pháp tới bán đảo Iberian, Ý và bán đảo Balkan.
Ấu trùng ăn các loài Anchusa strigosa, Borago, Cynoglossum creticum, Echium aculeatum, Echium giganteum, Echium plantagineum, Echium vulgare, Myosotis latifolia và Symphytum officinale. Chúng ăn lá cây nơi chúng sống.

## Hình ảnh

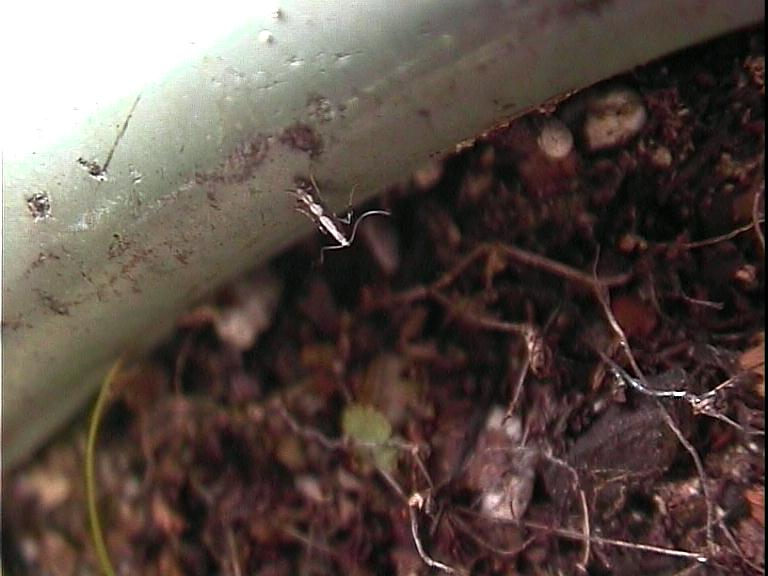
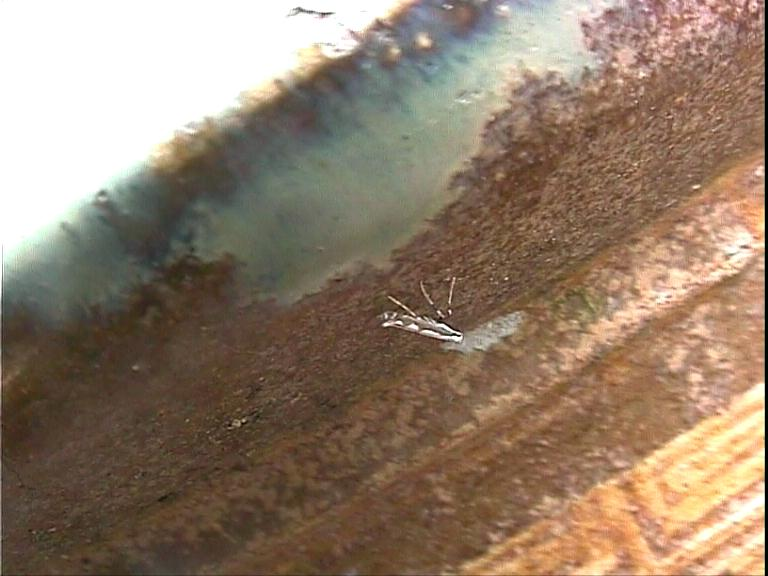
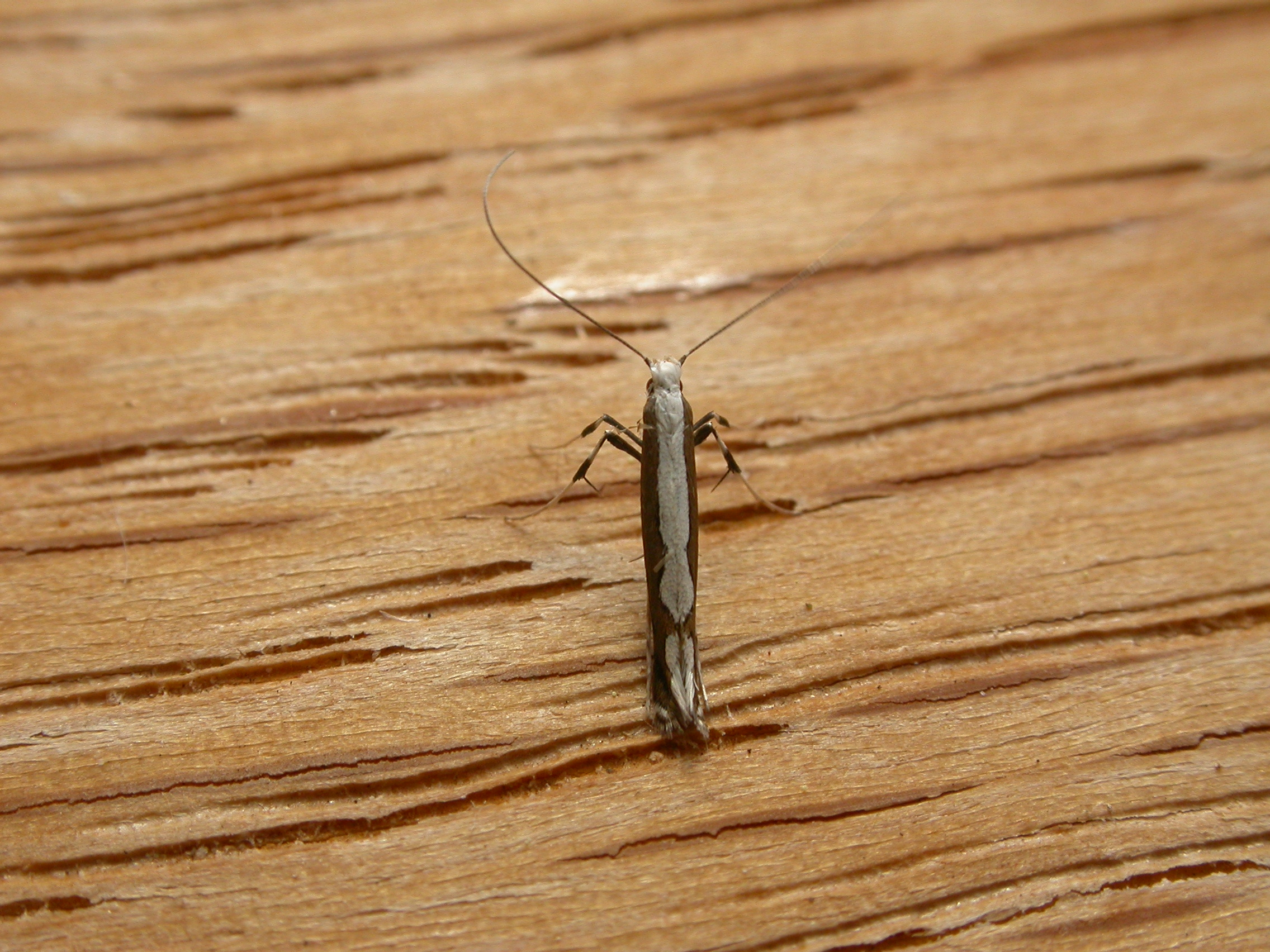